# Lista över fornlämningar i Lessebo kommun
Lista över fornlämningar i Lessebo kommun är en förteckning av ett urval av de fornlämningar som finns i Lessebo kommun.

## Ekeberga
| Namn                       | Lämningstyp         | Tillkomsttid | Historisk indelning | Plats | Läge                 | ID-nr          | Bild                                 |
| -------------------------- | ------------------- | ------------ | ------------------- | ----- | -------------------- | -------------- | ------------------------------------ |
| Ekeberga 10:1              | Stenkammargrav      |              | Ekeberga, Småland   |       | 56.841859, 15.465124 | 10071000100001 | Ladda upp en bild av detta fornminne |
| Ekeberga 48:1              | Minnesmärke         |              | Ekeberga, Småland   |       | 56.822386, 15.398344 | 10071000480001 | Ladda upp en bild av detta fornminne |
| Trollemo (Ekeberga 51:1)   | Lägenhetsbebyggelse |              | Ekeberga, Småland   |       | 56.815537, 15.353437 | 10071000510001 | Ladda upp en bild av detta fornminne |
| Adamtorp (Ekeberga 129:1)  | Lägenhetsbebyggelse |              | Ekeberga, Småland   |       | 56.862668, 15.381237 | 10071001290001 | Ladda upp en bild av detta fornminne |
| Kullaholm (Ekeberga 130:1) | Lägenhetsbebyggelse |              | Ekeberga, Småland   |       | 56.861946, 15.381586 | 10071001300001 | Ladda upp en bild av detta fornminne |
| Ljungaryd (Ekeberga 131:1) | Lägenhetsbebyggelse |              | Ekeberga, Småland   |       | 56.858098, 15.379742 | 10071001310001 | Ladda upp en bild av detta fornminne |

## Hovmantorp
| Namn                                       | Lämningstyp                 | Tillkomsttid         | Historisk indelning | Plats                | Läge                 | ID-nr          | Bild                                      |
| ------------------------------------------ | --------------------------- | -------------------- | ------------------- | -------------------- | -------------------- | -------------- | ----------------------------------------- |
| Hovmantorp 18:1                            | Stensättning                |                      | Hovmantorp, Småland |                      | 56.735445, 15.217585 | 10072200180001 | Ladda upp en till bild av detta fornminne |
| Hovmantorp 19:1                            | Stensättning                |                      | Hovmantorp, Småland |                      | 56.734669, 15.216779 | 10072200190001 | Ladda upp en till bild av detta fornminne |
| Hovmantorp 19:2                            | Stensättning                |                      | Hovmantorp, Småland |                      | 56.735051, 15.217207 | 10072200190002 | Ladda upp en till bild av detta fornminne |
| Hovmantorp 22:1                            | Gravfält                    | Bronsålder Järnålder | Hovmantorp, Småland | Ormeshaga Thorsagård | 56.752373, 15.166227 | 10072200220001 | Ladda upp en bild av detta fornminne      |
| Resehall (Abakuses sten) (Hovmantorp 25:1) | Grav markerad av sten/block |                      | Hovmantorp, Småland |                      | 56.774143, 15.148283 | 10072200250001 | Ladda upp en bild av detta fornminne      |
| Hovmantorp 103:1                           | Stensättning                |                      | Hovmantorp, Småland |                      | 56.801368, 15.188179 | 10072201030001 | Ladda upp en bild av detta fornminne      |
| Hovmantorp 105:1                           | Gravfält                    |                      | Hovmantorp, Småland |                      | 56.775946, 15.120203 | 10072201050001 | Ladda upp en bild av detta fornminne      |
| Hovmantorp 106:1                           | Hög                         |                      | Hovmantorp, Småland |                      | 56.773829, 15.120289 | 10072201060001 | Ladda upp en bild av detta fornminne      |
| Hovmantorp 109:1                           | Begravningsplats            |                      | Hovmantorp, Småland |                      | 56.775377, 15.115652 | 10072201090001 | Ladda upp en bild av detta fornminne      |
| Hovmantorp 109:2                           | Kyrka/kapell                |                      | Hovmantorp, Småland |                      | 56.775540, 15.115439 | 10072201090002 | Ladda upp en bild av detta fornminne      |
| Hovmantorp 118:1                           | Husgrund, historisk tid     |                      | Hovmantorp, Småland |                      | 56.780715, 15.116209 | 10072201180001 | Ladda upp en bild av detta fornminne      |
| Hovmantorp 245:1                           | Röse                        |                      | Hovmantorp, Småland |                      | 56.760992, 15.166401 | 10072202450001 | Ladda upp en bild av detta fornminne      |
| Hovmantorp 429                             | Stensättning                |                      | Hovmantorp, Småland |                      | 56.789698, 15.103126 | 12000000090129 | Ladda upp en bild av detta fornminne      |
| Hovmantorp 430                             | Röse                        |                      | Hovmantorp, Småland |                      | 56.789057, 15.098996 | 12000000090130 | Ladda upp en bild av detta fornminne      |

## Ljuder
| Namn         | Lämningstyp      | Tillkomsttid | Historisk indelning | Plats | Läge                 | ID-nr          | Bild                                 |
| ------------ | ---------------- | ------------ | ------------------- | ----- | -------------------- | -------------- | ------------------------------------ |
| Ljuder 7:1   | Begravningsplats |              | Ljuder, Småland     |       | 56.641045, 15.366408 | 10073400070001 | Ladda upp en bild av detta fornminne |
| Ljuder 44:1  | Begravningsplats |              | Ljuder, Småland     |       | 56.693156, 15.389334 | 10073400440001 | Ladda upp en bild av detta fornminne |
| Ljuder 108:1 | Stenkammargrav   |              | Ljuder, Småland     |       | 56.720435, 15.332391 | 10073401080001 | Ladda upp en bild av detta fornminne |
| Ljuder 108:2 | Röse             |              | Ljuder, Småland     |       | 56.720398, 15.332881 | 10073401080002 | Ladda upp en bild av detta fornminne |
| Ljuder 125:1 | Stenkammargrav   |              | Ljuder, Småland     |       | 56.748430, 15.340006 | 10073401250001 | Ladda upp en bild av detta fornminne |